# Farahabad (Mazandaran)

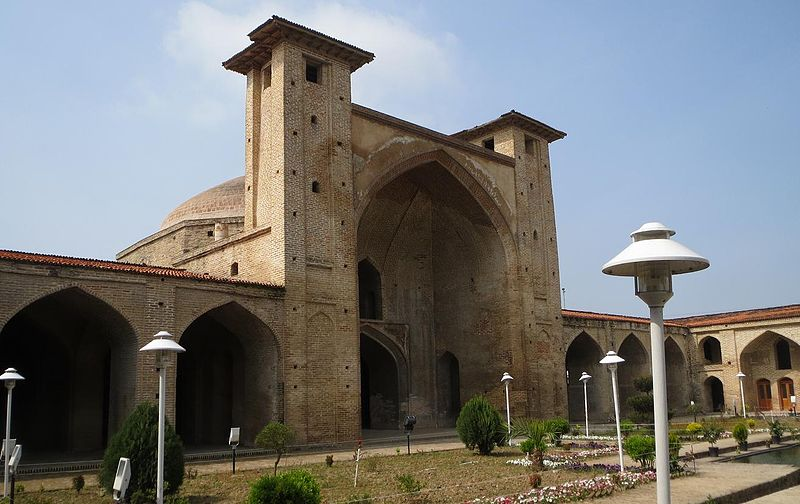
Innenhof der Moschee von Farahabad

Farahabad (persisch فرح‌آباد (ساری), DMG Faraḥābād(-e Sārī), ‚Ort des Glücks‘) ist ein Ort an der Küste des Kaspischen Meeres in der nordiranischen Provinz Mazandaran. Ursprünglich befand sich hier ein Dorf mit Namen Tajan am gleichnamigen Fluss, bis der persische Herrscher Schah Abbas I seit dem Jahre 1611 an dieser Stelle einen Palast errichten ließ, um den herum eine Stadt wuchs.
Abbas I. siedelte in der Stadt Tausende von Armeniern und Juden an, die er aus Georgien und dem Kaukasusvorland hatte umsiedeln lassen. Den Juden räumte er weitreichende Privilegien – ähnlich den armenischen Kaufleuten von Neu-Julfa bei Isfahan – ein, da er sich hiervon die Stärkung der Produktion und des Handels von Seide erhoffte.
Der Herrscher selbst verbrachte jeden Winter in Farahabad und verstarb hier auch im Jahr 1629. Er ließ den Farahabad-Komplex errichten.
Der italienische Reisende Pietro della Valle besuchte die Stadt 1618 und beschrieb den Umfang ihrer Mauern als vergleichbar mit Rom und Konstantinopel.
Die Nachfolger von Abbas I. vernachlässigten den Ort. 1668 überfielen russische Kosaken unter Stenka Rasin die Stadt im Rahmen ihres Raubzuges in Persien und legten sie in Schutt und Asche.
Heute besteht hier ein Dorf mit einem beliebten Strandbad, das über eine Schnellstraße vom 30 km entfernten Sari erreichbar ist. Von der safawidischen Stadt gibt es noch die restaurierte Moschee, die um 1625 nach einem ähnlichen Bauplan wie die Schahmoschee in Isfahan erbaut wurde, die Ruinen des Palastes sowie Reste einer Brücke über den Fluss Tajanrud.